# Case-Steyr Landmaschinentechnik

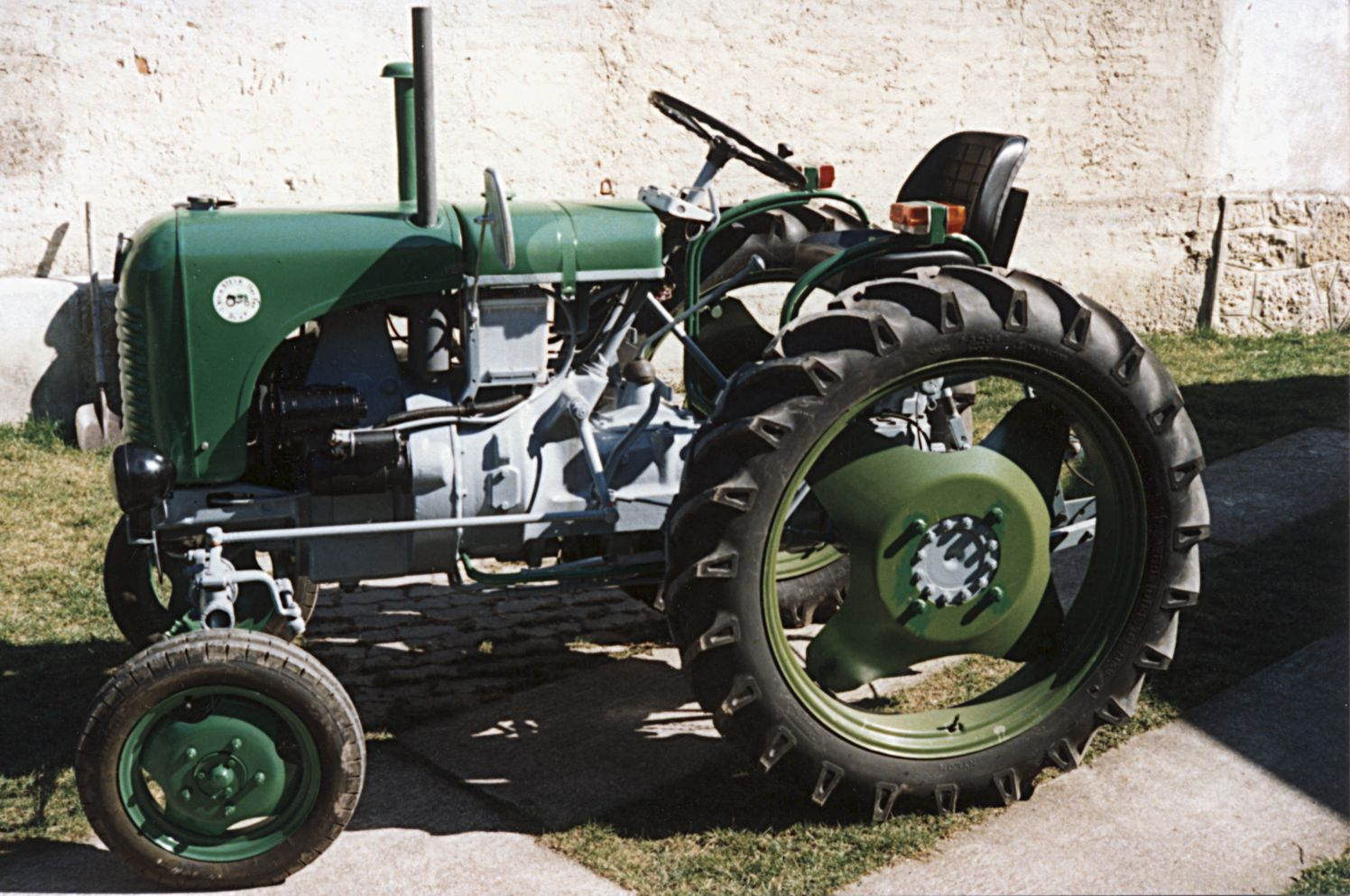
Steyr-traktor från 1954.

Case-Steyr Landmaschinentechnik, Steyr, österrikisk traktortillverkare ägd av Case.
Case-Steyr Landmaschinentechnik har sitt ursprung i Österreichische Waffenfabrik som 1934 blev en del av Steyr-Daimler-Puch-koncernen. 1915 tillverkades den första traktorn och Steyr-delen av Steyr-Daimler-Puch-koncernen tillverkade traktorer och lastbilar under namnet Steyr fram till 1990-talet då koncernen styckades upp. Traktortillverkningen gick till amerikanska Case och lastbilstillverkningen, Steyr Nutzfahrzeuge, hade tidigare sålts av till MAN AG.